# Njivica
Njivica je naselje v Mestni občini Kranj.